# Кумир підлітків

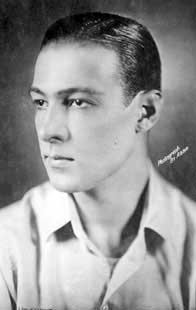
Рудольф Валентино

Кумир підлітків (англ. Teen idol) — термін, що характеризує знаменитість будь-якого віку, популярну серед підлітків. Часто серед кумирів бувають зірки популярної музики, актори та спортсмени. Їхня популярність може поширюватися і на дорослих.
Термін «кумир підлітків» увійшов у вжиток ЗМІ у XX столітті. Серед перших прикладів — Рудольф Валентино, чия зовнішність та популярність серед жінок були показані у німому фільмі «Шейх». Валентино мав таку популярність у жінок, що його смерть у 1926 році викликала масові істерії. Серед чоловіків була популярна Джуді Гарленд. Однак першим кумиром підлітків заведено вважати Френка Сінатру, який був неймовірно популярним серед юнок (див. (англ.) «боббі сокерс»).
Попри деякі відмінності, наприклад, у Франції, ціннісна характеристика акторів-кумирів підлітками обох статей практично однозначна.

## Кумири підлітків за регіонами

### Азія
Східна Азія має розвинену молодіжну фан-культуру, яка спочатку виникла в Японії в 1960-х роках, а згодом поширилася на сусідні країни: у Південній Кореї та на Тайвані — в 1990-х роках, в Китаї — у 2010-х тощо. Серед Кумирів підлітків є не лише музиканти, а й інші медійні персони: пін-ап-моделі, порноактори тощо.
Приклади азійських Кумирів: Японія — Хамасакі Аюмі, Амуро Наміе, Кана Нішіно, групи Momoiro Clover Z, Morning Musume, AKB48, бойзбенди агентства Johnny & Associates — Perfume, Arashi, NEWS, KAT-TUN, Hey! Say! JUMP; Тайвань — Джей Чоу, Джолін Цай, групи Mayday, F4, S.H.E: Південна Корея — БоА, Рейн, групи BTS, EXO, TVXQ, 2PM, 2AM, Highlight, S SHINee, Super Junior, 2NE1, Big Bang, Wonder Girls, T-ara, Kara, Blackpink, Girls' Generation; В'єтнам — WanBi Туан Ань, Шон Тург M-TP, Дун Ні, Бао Ті, Ток Тьєн
Див. також: Японський ідол

### Європа
Серед європейських кумирів підлітків — вокаліст німецького гурту Tokio Hotel Білл Кауліц, учасники англо-ірландських гуртів One Direction та Girls Aloud, іспанські групи La Oreja de Van Gogh, Mecano, Hombres G, співак Мігель Бозе, видатний македонський виконавець Тоше Проеський (1981—2007).

### Латинська Америка
Мексика — групи Timbiriche, Magneto, RBD, співаки Луїс Міґель, Лінда Томас, Паті Канту, Анаї, Белінда; Колумбія — Шакіра; Пуерто-Рико — група Los Chicos de Puerto Rico і її колишній учасник Чайян та група Menudo і її колишній учасник Рікі Мартін; Венесуела — актор і співак Гільєрмо Давіла; Аргентина — учасники акторського складу мильної опери «Chiquititas» — Бенхамін Рохас, Феліпе Коломбо, Луїсана Лопілато та Каміла Бордонаба, які сформували підлітковий гурт Erreway.

### Північна Америка
Тут кумирами підлітків часто стають актори або музиканти, деякі з яких починали свою кар'єру як діти-актори, наприклад Брітні Спірс, Рейвен-Сімон, Ліндсі Лохан, Гіларі Дафф і Майлі Сайрус. Кумири підлітків були ще до того, як з'явилися підліткові журнали, але вони завжди були постійними героями таких журналів, як Seventeen, 16, Tiger Beat і Right On! у Сполучених Штатах та в подібних журналах в інших країнах. З появою телебачення Кумирів підлітків також рекламували через такі програми, як American Bandstand, Шоу Еда Саллівана, Soul Train. Сучасні Кумири підлітків породили цілу індустрію журналів про знаменитостей, телевізійних шоу, YouTube, соціальних мереж і телевізійних каналів, зокрема E!.